# Garage Remains the Same Tour
Garage Remains The Same Tour foi uma turnê de 1999 da banda Metallica. Tinha três partes, uma na América Latina, um na Europa, que consiste em um concerto de Woodstock '99, nos Estados Unidos e uma final com dois concertos com orquestra. O nome vem do álbum Garage Inc. e Led Zeppelin, The Song Remains the Same. Durante a turnê, o Metallica fez dois shows ao vivo semelhante ao que foi liberado no S&M, um na Alemanha, com Babelsberger Filmorchester em 19 de novembro, e um no Madison Square Garden, em Nova York, com a Orquestra de St. Luke's em 23 de novembro.

## Setlist
1. "So What?"
2. "Master of Puppets"
3. "For Whom the Bell Tolls"
4. "Fuel"
5. "King Nothing"
6. "Bleeding Me"
7. "Sad but True"
8. "Turn the Page"
9. "Wherever I May Roam"
10. "One"
11. "Fight Fire With Fire"
12. "Nothing Else Matters"
13. "Seek & Destroy"
14. "Creeping Death"
15. "Die, Die My Darling"
16. "Enter Sandman"
17. "Battery"

## Datas

### Garage Inc. promo tour
| Data       | Cidade                 | Local             |
| ---------- | ---------------------- | ----------------- |
| 17/11/1998 | Toronto, ON, Canada    | The Warehouse     |
| 19/11/1998 | Chicago, IL, USA       | Aragon Ballroom   |
| 20/11/1998 | Detroit, MI, USA       | The State Theatre |
| 23/11/1998 | Philadelphia, PA, USA  | Electric Factory  |
| 24/11/1998 | New York City, NY, USA | Roseland Ballroom |

### Latin America tour
| Data       | Cidade                   | Local                       |
| ---------- | ------------------------ | --------------------------- |
| 30/04/1999 | Cidade do México, Mexico | Foro Sol                    |
| 02/05/1999 | Bogotá, Colombia         | Parque Simón Bolívar        |
| 04/05/1999 | Caracas, Venezuela       | Poliedro de Caracas         |
| 06/05/1999 | Porto Alegre, Brazil     | Jockey Club                 |
| 08/05/1999 | São Paulo, Brazil        | Anhembi Parque              |
| 09/05/1999 | Rio de Janeiro, Brazil   | Estádio da Gávea            |
| 12/05/1999 | Santiago, Chile          | Estadio Nacional de Chile   |
| 14/05/1999 | Buenos Aires, Argentina  | Estádio Monumental de Núñez |

### European tour
| Data       | Cidade                  | Local                        |
| ---------- | ----------------------- | ---------------------------- |
| 21/05/1999 | Nuremberg, Germany      | Rock Im Park                 |
| 22/05/1999 | Nürburgring, Germany    | Rock Am Ring                 |
| 23/05/1999 | Mierlo, Netherlands     | Dynamo Open Air              |
| 25/05/1999 | Prague, Czech Republic  | Stadion Evžena Rošického     |
| 26/05/1999 | Berlin, Germany         | Waldbühne                    |
| 28/05/1999 | Stockholm, Sweden       | Globe Arena                  |
| 29/05/1999 | Oslo, Norway            | Spektrum                     |
| 01/06/1999 | Warsaw, Poland          | Stadion Gwardia              |
| 03/06/1999 | Budapest, Hungary       | MTK Stadion                  |
| 05/06/1999 | Milan, Italy            | Gods of Metal                |
| 07/06/1999 | Ljubljana, Slovenia     | Bežigrad Stadium             |
| 09/06/1999 | Bucharest, Romania      | Stadionul Naţional           |
| 11/06/1999 | Plovdiv, Bulgaria       | Plovdiv Stadium              |
| 12/06/1999 | Athens, Greece          | Panathinaiko Stadium         |
| 13/06/1999 | Istanbul, Turkey        | Ali Sami Yen Stadium         |
| 19/06/1999 | Irvine, California      | Irvine Meadows               |
| 25/06/1999 | St. Gallen, Switzerland | St. Gallen Open Air Festival |
| 26/06/1999 | Minden, Germany         | Weserufer                    |
| 27/06/1999 | Kiev, Ukraine           | NSC Olimpiysky               |
| 29/06/1999 | Tallinn, Estonia        | Song Festival Grounds        |
| 01/07/1999 | Roskilde, Denmark       | Roskilde Festival            |
| 02/07/1999 | Turku, Finland          | Ruisrock                     |
| 03/07/1999 | Werchter, Belgium       | Rock Werchter                |
| 05/07/1999 | Dublin, Ireland         | Point Theatre                |
| 07/07/1999 | Paris, France           | Palais Omnisports Bercy      |
| 08/07/1999 | Belfort, France         | Lake Malsaucy Peninsula      |
| 10/07/1999 | Milton Keynes, England  | National Bowl                |
| 12/07/1999 | Barcelona, Spain        | Palau Sant Jordi             |
| 15/07/1999 | Madrid, Spain           | Parque El Soto               |
| 16/07/1999 | Oeiras, Portugal        | Estádio Nacional do Jamor    |
| 18/07/1999 | Vigo, Spain             | Parque de Castrelos          |
| 20/07/1999 | Rishon LeZion, Israel   | AmphiPark                    |

### Woodstock '99
| Data       | Cidade        | Local     |
| ---------- | ------------- | --------- |
| 24/07/1999 | Rome, NY, USA | Woodstock |

### com Orchestra
| Data       | Cidade                 | Local                 |
| ---------- | ---------------------- | --------------------- |
| 19/11/1999 | Berlin, Germany        | Velodrom              |
| 23/11/1999 | New York City, NY, USA | Madison Square Garden |